# From Sea to Shining Sea
From Sea to Shining Sea è il diciassettesimo album in studio del musicista country statunitense Johnny Cash, pubblicato nel 1968 dalla Columbia Records.

## Tracce
1. From Sea to Shining Sea – 1:38
2. The Whirl and the Suck – 3:07
3. Call Daddy from the Mines – 3:03
4. The Frozen Four Hundred Pound Fair to Middlin' Cotton Picker – 2:32
5. The Walls of a Prison – 4:01
6. The Masterpiece – 2:47
7. You and Tennessee – 3:08
8. Another Song to Sing – 2:00
9. The Flint Arrowhead – 2:56
10. Cisco Clifton's Filling Station – 2:42
11. Shrimpin' Sailin' – 3:06
12. From Sea to Shining Sea (Finale) – 0:54

## Formazione
- Johnny Cash - voce, chitarra
- Luther Perkins, Carl Perkins, Bob Johnson - chitarre
- Norman Blake - dobro
- Marshall Grant - basso
- W.S. Holland - batteria
- Charlie McCoy - armonica
- The Carter Family - cori